# 下呂市立金山中学校
下呂市立金山中学校（げろしりつ かなやまちゅうがっこう）は、岐阜県下呂市金山町金山にある公立中学校。

## 概要
- 全校生徒130人程度で下呂市立金山小学校の生徒が進学する。
- 1947年から1948年にも「金山町立金山中学校」が存在した。この中学校は1948年に下原村の下原村立下原中学校と統合し、金山町と下原村の学校組合立の金山下原中学校となっている。金山下原中学校は後に金山町立濃斐中学校となり、現在の金山中学校の前身校のひとつとなっている。

## 部活動
- 軟式野球部
- 陸上部
- 男子ソフトテニス部
- 女子ソフトテニス部
- 男子バスケットボール部
- 女子バスケットボール部
- 女子バレーボール部
- 吹奏楽部
- 駅伝部

## 沿革
- 1967年（昭和42年） - 金山町内にある、濃斐中学校・菅田中学校・東中学校・東第二中学校の統合計画を作成。
- 1970年（昭和45年）4月1日 - 金山町立金山中学校として開校。名目上の統合であり、統合した4つの中学校を濃斐分教室、東第一分教室、東第二文教室・菅田分教室として授業を行う。
- 1972年（昭和47年） - 現在地に金山中学校校舎が完成。濃斐分教室、東第一分教室、東第二分教室、菅田分教室を廃止。
- 2004年（平成16年） - 町村合併により下呂市立金山中学校と改称。

## アクセス
- 国道41号金山中学校前交差点すぐ。

## 著名な出身者
- 加藤翼（プロ野球選手）

## 周辺施設
- 下呂市消防本部南消防署
- 岐阜県警察下呂警察署金山警部交番
- デイリーヤマザキ金山警察前店
- 柯柄八幡神社